# Dom DeLuise
Dom DeLuise, all'anagrafe Dominick DeLuise (New York, 1º agosto 1933 – Santa Monica, 4 maggio 2009), è stato un attore, regista, doppiatore e comico statunitense.

## Biografia
Nato a Brooklyn da una famiglia italo-americana (il padre si chiamava Giovanni (1888-1970) e la madre Vincenza Di Stefano (1899-1989)) si diplomò alla High School of Performing Arts di Manhattan. Esordì in televisione nel 1964 nel varietà americano The Entertainers, nello stesso anno in cui debuttò al cinema con i film Diary of a Bachelor di Sandy Howard e A prova di errore di Sidney Lumet, ove interpretava un ruolo drammatico.
La vera consacrazione di DeLuise avvenne però in televisione nel 1966, quando fu ospite fisso nel The Dean Martin Summer Show, nel quale interpretava la parte di Dominick il Grande, un mago al quale andava tutto storto, e che vedeva Dean Martin nei panni del volontario scelto tra il pubblico. Nello stesso anno partecipò al film La mia spia di mezzanotte di Frank Tashlin, con Doris Day e Rod Taylor, cui seguirono, tra gli altri, Un vestito per un cadavere (1967) di William Castle, Una meravigliosa realtà (1968) di George Seaton, Mafiosi di mezza tacca e una governante dritta (1972) di Cy Howard, A proposito di omicidi... (1978) di Robert Moore.
Come attore è ricordato principalmente per il ruolo di coprotagonista, al fianco di Burt Reynolds, nel film La corsa più pazza d'America (1981) di Hal Needham, oltre che per le sue apparizioni nei film di Mel Brooks Il mistero delle dodici sedie (1970), Mezzogiorno e mezzo di fuoco (1974), L'ultima follia di Mel Brooks (1976), La pazza storia del mondo (1981), Balle spaziali (1987) e Robin Hood: un uomo in calzamaglia (1993). Sua è inoltre la voce originale del gatto Tigre in tutti i film della saga di Fievel. In seguito, e fino ai primi anni duemila, apparve in numerose pellicole, sempre in ruoli da caratterista, tra cui i due film girati in Italia Il silenzio dei prosciutti (1994) e Killer per caso (1997), entrambi diretti da Ezio Greggio. Nel 1980 venne diretto da Anne Bancroft, moglie di Brooks, in Pastasciutta... amore mio!. Nel 1979 si cimentò anche nella regia con Roba che scotta, che non ebbe molto successo. Nel 1987 fu diretto da Alberto Sordi in Un tassinaro a New York.
Fu sposato dal 1965 con l'attrice Carol Arthur, dalla quale ebbe tre figli: Peter, Michael e David, divenuti anch'essi attori.
DeLuise morì nel sonno il 4 maggio 2009, all'età di 75 anni, in un ospedale a Santa Monica, in California.  Era ricoverato dal febbraio dello stesso anno per insufficienza renale, problemi respiratori e un tumore al cervello.

## Filmografia

### Cinema
- Diary of a Bachelor, regia di Sandy Howard (1964)
- A prova di errore (Fail-Safe), regia di Sidney Lumet (1964)
- La mia spia di mezzanotte (The Glass Bottom Boat), regia di Frank Tashlin (1966)
- Un vestito per un cadavere (The Busy Body), regia di William Castle (1967)
- Una meravigliosa realtà (What's So Bad About Feeling Good?), regia di George Seaton (1968)
- Norwood, regia di Jack Haley Jr. (1970)
- Il mistero delle dodici sedie (The Twelve Chairs), regia di Mel Brooks (1970)
- Chi è Harry Kellerman e perché parla male di me? (Who Is Harry Kellerman and Why Is He Saying Those Terrible Things About Me?), regia di Ulu Grosbard (1971)
- Mafiosi di mezza tacca e una governante dritta (Every Little Crook and Nanny), regia di Cy Howard (1972)
- Mezzogiorno e mezzo di fuoco (Blazing Saddles), regia di Mel Brooks (1974)
- Il fratello più furbo di Sherlock Holmes (The Adventure of Sherlock Holmes' Smarter Brother), regia di Gene Wilder (1975)
- L'ultima follia di Mel Brooks (Silent Movie), regia di Mel Brooks (1976)
- Il più grande amatore del mondo (The World's Greatest Lover), regia di Gene Wilder (1977)
- Sextette, regia di Ken Hughes (1978)
- La fine... della fine (The End), regia di Burt Reynolds (1978)
- A proposito di omicidi... (The Cheap Detective), regia di Robert Moore (1978)
- Roba che scotta (Hot Stuff), regia di Dom DeLuise (1979)
- Ecco il film dei Muppet (The Muppet Movie), regia di James Frawley (1979)
- Pastasciutta... amore mio! (Fatso), regia di Anne Bancroft (1980)
- L'ultima coppia sposata (The Last Married Couple in America), regia di Gilbert Cates (1980)
- Io, modestamente, Mosè (Wholly Moses!), regia di Gary Weis (1980)
- Una canaglia a tutto gas (Smokey and the Bandit II), regia di Hal Needham (1980)
- La pazza storia del mondo (History of the World: Part I), regia di Mel Brooks (1981)
- La corsa più pazza d'America (The Cannonball Run), regia di Hal Needham (1981)
- Il più bel Casino del Texas (The Best Little Whorehouse in Texas), regia di Colin Higgins (1982)
- La corsa più pazza d'America n. 2 (Cannonball Run II), regia di Hal Needham (1984)
- Pericolosamente Johnny (Johnny Dangerously), regia di Amy Heckerling (1984)
- Luna di miele stregata (Haunted Honeymoon), regia di Gene Wilder (1986)
- Going Bananas, regia di Boaz Davidson (1987)
- Balle spaziali (Spaceballs), regia di Mel Brooks (1987)
- Un tassinaro a New York, regia di Alberto Sordi (1987)
- La principessa e il povero (The Princess and the Dwarf), regia di Mary Grace-Phelan (1989)
- Poliziotti a due zampe (Loose Cannons), regia di Bob Clark (1990)
- L'auto più pazza del mondo (Driving Me Crazy), regia di Jon Turteltaub (1991)
- Quasi incinta (Almost Pregnant), regia di Michael DeLuise (1992)
- Robin Hood: un uomo in calzamaglia (Robin Hood: Men in Tights), regia di Mel Brooks (1993)
- Il silenzio dei prosciutti, regia di Ezio Greggio (1994)
- Red Line, regia di John Sjogren (1996)
- Killer per caso, regia di Ezio Greggio (1997)
- The Godson, regia di Bob Hoge (1998)
- My X-Girlfriend's Wedding Reception, regia di Martin Guigui (1999)
- Un genio in pannolino (Baby Geniuses), regia di Bob Clark (1999)
- Papà, comando io (The Braniacs.com), regia di Blair Treu (2000)
- Always Greener, regia di Michael J. Sarna (2001)
- It's All About You, regia di Mark Fauser (2001)
- Girl Play, regia di Lee Friedlander (2004)
- Between Sheets (2004) - cameo
- Breaking the Fifth, regia di Austin Smithard (2004)

### Televisione
- Tinker's Workshop - serie TV (1954)
- I mostri (The Munsters) - serie TV, 1 episodio (1966)
- Per favore non mangiate le margherite (Please Don't Eat the Daisies) - serie TV, 1 episodio (1966)
- Agenzia U.N.C.L.E. (The Girl from U.N.C.L.E.) – serie TV, episodio 1x07 (1966)
- The Dean Martin Summer Show - serie TV, 4 episodi (1966) - sé stesso
- The Dom DeLuise Show - serie TV, 9 episodi (1968) - sé stesso
- La signora e il fantasma (The Ghost and Mrs. Muir) - serie TV, 1 episodio (1969)
- Kraft Music Hall Presents: The Des O'Connor Show - serie TV (1970)
- Evil Roy Slade - film TV (1972)
- Lotsa Luck - serie TV, 22 episodi (1973-1974)
- Medical Center - serie TV, 1 episodio (1974)
- Only with Married Men - film TV (1974)
- Diary of a Young Comic - film TV (1977)
- Happy - film TV (1983)
- Storie incredibili (Amazing Stories) - serie TV, episodio 1x09 (1985)
- The Dom DeLuise Show - serie TV, 1 episodio (1987)
- I quattro della scuola di polizia (21 Jump Street) - serie TV, 1 episodio (1989)
- Detective Stryker (Stryker L.B.) - serie TV, 1 episodio (1989)
- Wake, Rattle, & Roll - serie TV (1990)
- La valle dei pini (All My Children) - serie TV, 1 episodio (1991)
- Un detective in corsia (Diagnosis: Murder) - serie TV, 1 episodio (1993)
- SeaQuest - Odissea negli abissi (SeaQuest DSV) - serie TV, 1 episodio (1994)
- Don't Drink the Water - film TV (1994)
- Il soldatino di latta - film TV (1995)
- La legge di Burke (Burke's Law) - serie TV, 9 episodi (1994-1995)
- Shari's Passover Surprise - film TV (1996)
- Beverly Hills 90210 - serie TV, 1 episodio (1997)
- Mucca e Pollo (Cow and Chicken) - serie TV, 2 episodi (1997)
- The Charlie Horse Music Pizza - serie TV (1998)
- Una famiglia del terzo tipo (3rd Rock from the Sun) - serie TV, 1 episodio (1998)
- Sabrina, vita da strega (Sabrina, the Teenage Witch) - serie TV, 1 episodio (1998)
- In un mare di guai - film TV (1999)
- Stargate SG-1 - serie TV, 1 episodio (2000)

### Doppiaggio
- The Roman Holidays (1 episodio, 1972)
- Brisby e il segreto di NIMH (1982)
- Fievel sbarca in America (1986)
- Balle spaziali (1987)
- Oliver & Company (1988)
- Charlie - Anche i cani vanno in paradiso (1989)
- Timeless Tales from Hallmark (1 episodio, 1990)
- Fievel conquista il West (1991)
- Timmy's Gift: A Precious Moments Christmas (1991)
- Il viaggio fantastico (1992)
- Il mio amico Munchie (1992)
- Fievel's American Tails (13 episodi, 1992)
- Sposati con figli (1 episodio, 1993)
- Magie del cuore (1993)
- Le avventure di Stanley (1994)
- Allacciate le cinture! Viaggiando si impara (1 episodio, 1994)
- The Ren & Stimpy Show (1 episodio, 1995)
- Le nuove avventure di Charlie (1996)
- Duckman: Private Dick/Family Man (1 episodio, 1997)
- Io sono Donato Fidato (2 episodi, 1997)
- Hercules (1 episodio, 1998)
- All Dogs Go to Heaven: The Series (20 episodi, 1996–1998)
- Fievel - Il tesoro dell'isola di Manhattan (1998)
- La famiglia della giungla (1 episodio, 1998)
- Fievel - Il mistero del mostro della notte (1999)
- Lion of Oz (2000)
- Il laboratorio di Dexter (4 episodi, 1997-2003)
- Remembering Mario (2003)
- Duck Dodgers (1 episodio, 2005)

## Doppiatori italiani
- Manlio De Angelis in A prova di errore, Il mistero delle dodici serie, Chi è Harry Kellerman e perché parla male di me?, Il fratello più furbo di Sherlock Holmes, Pastasciutta... amore mio!, Un genio in pannolino
- Pietro Biondi in Il più grande amatore del mondo, Il silenzio dei prosciutti
- Oreste Lionello in La pazza storia del mondo, Roba che scotta
- Gianni Bonagura in La corsa più pazza d'America, La corsa più pazza d'America 2
- Antonio Guidi in Mezzogiorno e mezzo di fuoco
- Vittorio Congia in A proposito di omicidi...
- Sergio Fiorentini in Il più bel casino del Texas
- Elio Pandolfi in Luna di miele stregata
- Carlo Croccolo in Un tassinaro a New York
- Alessandro Rossi in Poliziotti a due zampe
- Francesco Pannofino in Robin Hood: un uomo in calzamaglia
- Bruno Alessandro in Killer per caso
- Franco Zucca in Storie incredibili
- Giorgio Lopez in Un detective in corsia

Da doppiatore è sostituito da:
- Francesco Pannofino in Fievel conquista il West, Le nuove avventure di Charlie, Anche i cani vanno in paradiso
- Marco Mete in Le avventure di Stanley, Il segreto di NIMH 2: Timmy alla riscossa
- Piero Tiberi in Brisby e il segreto di NIMH
- Leo Gullotta in Fievel sbarca in America
- Pino Ammendola in Balle spaziali
- Gigi Angelillo in Oliver & Company
- Giorgio Lopez in Charlie - Anche i cani vanno in paradiso
- Tullio Solenghi in Il viaggio fantastico
- Gino Pagnani in Le avventure di Fievel
- Carlo Marini in Fievel - Il tesoro dell'isola di Manhattan
- Raffaele Farina in Fievel - Il mistero del mostro della notte
- Mario Bombardieri in Anche i cani vanno in paradiso - Un racconto di Natale
- Carlo Bonomi in Il mio amico Munchie

## Libri

### Libri per bambini
- "Charlie the Caterpillar", illustrato da Christopher Santoro, Simon & Schuster, 1990
- "Goldilocks", illustrato da Santoro, Simon & Schuster, 1992
- "Hansel & Gretel", illustrato da Santoro, Simon & Schuster, 1997
- "The Nightingale", illustrato da Santoro, Santoro, Simon & Schuster, 1998
- "King Bob's New Clothes", illustrato da Santoro, Simon & Schuster, 1999
- "The Pouch Potato", illustrato da Derek Carter, Bacchus Books, 2001
- "There's No Place Like Home."

### Libri di cucina
- "A Delicious Sampling of Dom's Recipes" da "Eat This... It'll Make You Feel Better: Mama's Italian Home Cooking and Other Favorites of Family and Friends", Simon & Schuster, 1988
- "Eat This... It Will Make You Feel Better: Mama's Italian Home Cooking and Other Favorites of Family and Friends", Simon & Schuster, 1988
- "Eat This Too! It'll Also Make You Feel Better", Atria, 1997
- "The Pizza Challenge."